# Neel Mukherjee
Neel Mukherjee (Calcutta, 1970) è uno scrittore indiano che scrive in lingua inglese.

## Biografia
Nato a Calcutta nel 1970, ha compiuto gli studi alla Don Bosco School, Park Circus della città natale, all'Università Jadavpur, a Oxford (dottorato di ricerca sul poeta Edmund Spenser) e all'Università dell'Anglia Orientale (M.A. in scrittura creativa).
Ha esordito nella narrativa nel 2008 con il romanzo A Life Apart e ha ottenuto notorietà internazionale con la seconda opera, La vita degli altri, finalista al Booker Prize e vincitrice dell'Encore Award.
Eletto membro della Royal Society of Literature nel 2018, vive tra Londra e gli Stati Uniti.

## Opere

### Romanzi
- A Life Apart (2008)
- La vita degli altri (The Lives of Others, 2014), Vicenza, Neri Pozza, 2016 traduzione di Norman Gobetti ISBN 978-88-545-1017-3.
- Redenzione (A State of Freedom, 2017), Vicenza, Neri Pozza, 2018 traduzione di Norman Gobetti ISBN 978-88-545-1595-6.
- Choice (2024)

## Premi e riconoscimenti

### Vincitore
Encore Award
- 2014 con La vita degli altri[10]

### Finalista
Booker Prize
- 2014 nella Shortlist con La vita degli altri[11]